# Шоусянь
Шоусянь (кит. упр. 寿县, пиньинь Shòu xiàn) — уезд городского округа Хуайнань провинции Аньхой (КНР). Уезд назван в честь находящейся в его северной части горы Фэнхуаншань.

## История
В эпоху Воюющих царств эти земли входили в состав царства Чу. В 278 году до н. э., опасаясь усиливающейся мощи царства Цинь, царство Чу перенесло в эти места свою столицу. После того, как царство Цинь захватило все прочие царства и создало первую в китайской истории централизованную империю, в этих местах был образован уезд Шоучунь (寿春县), и именно здесь разместились власти округа Цзюцзян (九江郡).
Во времена империи Хань Ин Бу в 203 году до н. э. получил титул «Хуайнаньский князь» (淮南王), впоследствии передававшийся среди его потомков, и эти места стали Хуайнаньским уделом (淮南王国). Именно при дворе Хуайнаньских князей был составлен философский трактат «Хуайнань-цзы»（淮南子）. В 122 году до н. э. удел был ликвидирован, и эти земли опять стали уездом Шоучунь округа Цзюцзян.
В эпоху Троецарствия уезд Шоучунь оказался в составе царства Вэй, и в нём разместились власти округа Хуайнань (淮南郡).
Во времена империи Цзинь при правлении императора Сяоу-ди из-за практики табу на имена, чтобы избежать использования иероглифа «чунь», входившего в имя императорской супруги Чжэн Ачунь, уезд был переименован в Шоуян (寿阳县). В 383 году в этих местах состоялась битва на реке Фэйшуй, в результате которой закончилось крахом объединение Северного Китая Ранней Цинь. В эпоху Южных и Северных династий уезд несколько раз переименовывался, пока в итоге не стал вновь носить название Шоучунь.
Во времена империи Тан округ Хуайнань был в 620 году переименован в область Шоучжоу (寿州).
Во времена империи Мин в 1371 году уезд Шоучунь был расформирован, а его земли перешли под непосредственное управление областных властей. Во времена империи Цин область Шоучжоу в 1724 году стала «безуездной» (в её составе не осталось ни одного уезда).
После Синьхайской революции в Китае была проведена реформа структуры административного деления, в ходе которой области были упразднены, и в 1912 году на землях, ранее напрямую подчинённых властям расформированной области Шоучжоу, был создан уезд Шоусянь.
После образования КНР уезд вошёл в состав Специального района Луань (六安专区). В 1971 году Специальный район Луань был переименован в Округ Луань (六安地区). В 2000 году округ Луань был преобразован в городской округ Луань.
Решением Госсовета КНР от 3 декабря 2015 года уезд Шоусянь был передан из состава городского округа Луань в состав городского округа Хуайнань.

## Административное деление
Уезд делится на 22 посёлка, 2 волости и 1 национальную волость.